# Cylisticus caprariae
Cylisticus caprariae is een pissebed uit de familie Cylisticidae. De wetenschappelijke naam van de soort is voor het eerst geldig gepubliceerd in 1978 door Ferrara & Taiti.